# Diera-Zehren
Diera-Zehren település Németországban, azon belül Szászország tartományban. Lakosainak száma 3199 fő (2023. december 31.).

## Népesség
A település népességének változása:
| Lakosok száma | 3408 | 3278 | 3253 | 3216 | 3223 | 3199 |
|               | 2014 | 2017 | 2019 | 2021 | 2022 | 2023 |